# Platz (Heraldik)
Als Plätze (oder Quartiere) werden in der Heraldik die Flächen (oder Räume) eines Schildes bezeichnet, die durch seine Teilung (oder Section/Sektion) entstehen. Der Platz ist vom Feld zu unterschieden, letzteres bezeichnet eine Fläche eines Schildes, die mit einer Figur belegt ist.
Da die Plätze erst durch die Teilung eines Schildes entstehen, hat ein Schild ohne Teilungen auch keinen Platz. Ein solcher Schild wird als einfacher Schild bezeichnet.
Bei der Beschreibung eines Wappens werden die Teilungen und nicht die durch sie entstehenden Plätze aufgezählt. Ein Schild mit fünf waagrechten Teilungen und sechs Plätzen (Wappen-Beispiel 4) wird folglich als „fünfmal geteilt“ beschrieben.
Zudem ist die heraldische rechts/links-Angabe bedeutsam.

## Beispiele
| Wappen-Beispiel 1 | Beispiel 1 zeigt einen einfarbigen (oder einfachen) Schild. Mangels Teilung hat dieser keine Plätze. |
| Wappen-Beispiel 2 | Beispiel 2 (Wappen des Kantons Solothurn) zeigt einen waagrecht geteilten Schild. Durch die Teilung sind zwei Plätze entstanden, ein oberer Platz (rot tingiert) und ein unterer Platz (silbern tingiert). |
| Wappen-Beispiel 3 | Beispiel 3 (Wappen von Horstmar-Leer) zeigt einen senkrecht und waagrecht geteilten (oder gevierten) Schild. Durch die Teilung sind vier Plätze entstanden, ein oberer rechter Platz (silbern tingiert), ein oberer linker Platz (blau tingiert), ein unterer rechter Platz (blau tingiert) und ein unterer linker Platz (silbern tingiert). |
| Wappen-Beispiel 4 | Beispiel 4 (Wappen von Massenbach) zeigt einen fünfmal geteilten Schild. Durch die Teilung sind sechs Plätze entstanden (drei blau und drei gold tingiert). |
| Wappen-Beispiel 5 | Beispiel 5 (Wappen von Kupprichhausen) zeigt zwölf Plätze rot-weiß verwechselt tingiert |